# Marquesado de Fuentehoyuelo
El marquesado de Fuentehoyuelo es un título nobiliario español creado por real despacho el 26 de febrero de 1693 por el rey Carlos II a favor de Francisco Cabeza de Vaca y Quiñones y Guzmán, señor de Fuentihoyuelo, ministro del Consejo de Hacienda, corregidor de Segovia, Burgos y Córdoba.
Su denominación hace referencia a la localidad de Fontihoyuelo, en la comarca de Tierra de Campos, provincia de Valladolid.

## Marqueses de Fuentehoyuelo
|                                 | Titular                                                      | Periodo                |
| Creación por Carlos II          | Creación por Carlos II                                       | Creación por Carlos II |
| ------------------------------- | ------------------------------------------------------------ | ---------------------- |
| I                               | Francisco Cabeza de Vaca y Quiñones                          | 1693-1693              |
| II                              | Isabel María Cabeza de Vaca y Quiñones                       | 1693-1708              |
| III                             | María Antonia Fernández de Córdoba y Cabeza de Vaca          | 1708-1767              |
| IV                              | Pedro Antonio Fernández de Villarroel y Fernández de Córdoba | 1767-1792              |
| V                               | Manuela Antonia Fernández de Villarroel y Villacís           | 1792-1813              |
| VI                              | Cayetano de Silva y Fernández de Córdoba                     | 1813-1865              |
| VII                             | Agustín de Silva y Bernuy                                    | 1865-1872              |
| Rehabilitación por Alfonso XIII |                                                              |                        |
| VIII                            | Jaime de Silva y Mitjans                                     | 1922-1975              |
| IX                              | Jaime de Silva y Agrela                                      | 1976-1977              |
| X                               | Ana María de Silva y Mora                                    | 1977-actual titular    |

## Historia de los marqueses de Fuentehoyuelo

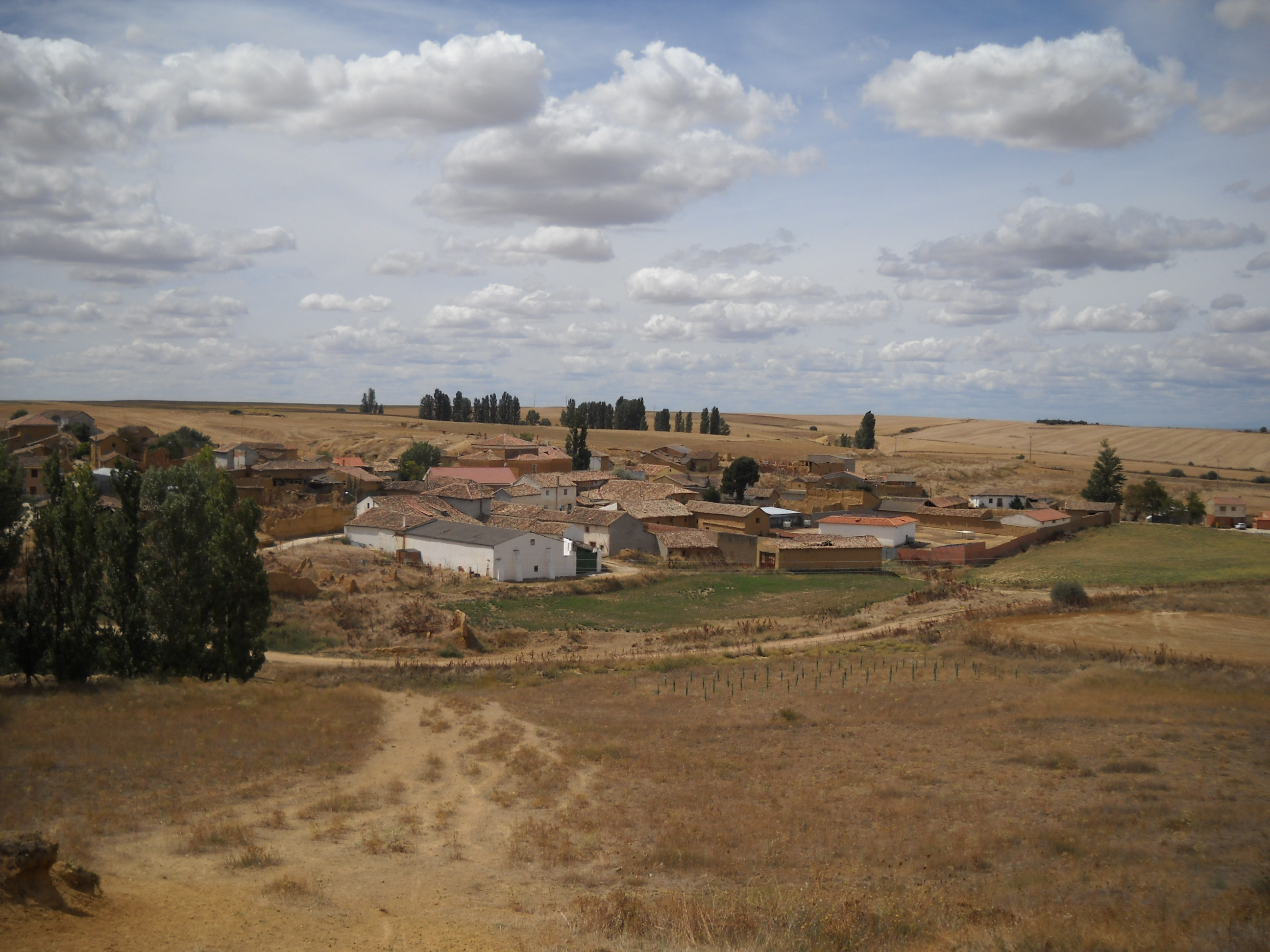
Vista de Fontihoyuelo, (Valladolid)

- Francisco Cabeza de Vaca y Quiñones (Villaquilambre, León, 21 de octubre de 1629-León, 10 de julio de 1693, I marqués de Fuentehoyuelo.[2] Hijo de Diego Cabeza de Vaca y Quiñones, señor de Fuentehoyuelo, Villaquilambre y Oteruelo de Campos, y de su segunda mujer, Francisca de Quiñones y Guzmán.[3] Fue señor de Fuentehoyuelo, Oteruelo, Villaquilambre y Villarente, del Consejo de S.M., regidor perpetuo de la ciudad de León, corregidor de Valladolid, Logroño, Alfaro, La Guardia, Calahorra, de Segovia, y alcalde mayor del Real Adelantamiento de Castilla.[1]

Se casó en 1646 con Juana de Quiñones Guzmán y Cabeza de Vaca. Le sucedió su hija:
- Isabel María Cabeza de Vaca Quiñones y Guzmán (Fuentehoyuelo, 1 de febrero de 1648-León, 27 de julio de 1708), II marquesa de Fuentehoyuelo.[5]

Contrajo matrimonio en mayo de 1665 con Jerónimo Mogrovejo Cabeza de Vaca y Crema (m. julio de 1721). Fueron padres de tres hijas, entre ellas, María Teresa Antonia Cabeza de Vaca Mogrovejo Quiñones de Guzmán (Valladolid, 1670-Madrid, 21 de marzo de 1692) que se casó el 9 de abril de 1684 con Gonzalo Guillermo Fernández de Córdoba y Ceballos, I marqués de Canillejas. Sucedió en el marquesado de Fuentehoyuelo la hija de estos últimos, nieta de la II marquesa:
- María Antonia Fernández de Córdoba y Cabeza de Vaca (Madrid, 6 de febrero de 1690-ibid., 29 de abril de 1767), III marquesa de Fuentehoyuelo.[7]

Se casó en Madrid el 20 de diciembre de 1705 con su tío segundo (primo hermano de su madre), Fernando Manuel de Villarroel Cabeza de Vaca (Valladolid, junio de 1680-Madrid, 15 de junio de 1744), IV marqués de San Vicente del Barco, vizconde de Villatoquite. Le sucedió su hijo:
- Pedro Antonio Fernández de Villarroel y Fernández de Córdoba (León, 28 de julio de 1719-Madrid, 26 de mayo de 1792), IV marqués de Fuentehoyuelo, V marqués de San Vicente del Barco, VI marqués de Ciadoncha, vizconde de Villatoquite.[9]

Se casó el 14 de abril de 1739 con María Micaela de Villacís y de la Cueva y Manrique de Lara (Madrid, 8 de septiembre de 1717-ibid., 27 de octubre de 1791), hija de Ignacio Manuel de Villacís Manrique de Lara, IV conde de Peñaflor, y de Manuela de la Cueva Enríquez, hija de los IX duques de Alburquerque. Nacieron tres hijos de este matrimonio: Manuela Antonia, que sucedió en el marquesado de Fuentehoyuelo y en el de San Vicente de Barco; Fernando, que murió joven, y María Antonia Fernández de Villaroel y Villacís (Madrid, 14 de septiembre de 1742-ibid. 18 de mayo de 1807). Esta última contrajo matrimonio el 9 de febrero de 1774 con José María Fernández de Córdoba y Sotomayor, VII conde de Salvatierra, grande de España, etc. y fueron los padres de Juana Nepomuceno Fernández de Córdoba y Villarroel (1785-1808), la madre del VI marqués de Fuentehoyuelo.
- Manuela Antonia Fernández de Villarroel y Villacis (Madrid, 2 de enero de 1740-ibid. 3 de marzo de 1813),  V marquesa de Fuentehoyuelo y VI marquesa de San Vicente del Barco.[13]

Contrajo matrimonio en Madrid el 10 de julio de 1757 con Vicente Maldonado y Boil de la Scala, III conde de Villagonzalo y II marqués de la Scala (Valencia, c. 1730-24 de febrero de 1789). Sin descendencia, le sucedió su sobrino nieto.
- Cayetano de Silva y Fernández de Córdoba (Madrid, 2 de noviembre de 1805-Perpiñán, 25 de enero de 1865), VI marqués de Fuentehoyuelo, IX conde de Salvatierra, grande de España, XIII duque de Híjar, etc.,[14] hijo de José Rafael de Silva Fernández de Híjar y Palafox, XII duque de Híjar, y de Juana Nepomuceno Fernández de Córdoba y Villarroel (1785-1808), VIII condesa de Salvatierra.[12][15] Tomó posesión del marquesado de Fuentehoyuelo el 21 de julio de 1813.[14]

Se casó el 11 de enero de 1826 con María de la Soledad Bernuy y Valda. Le sucedió su hijo:
- Agustín de Silva y Bernuy Fernández de Híjar (Madrid, 10 de mayo de 1822-16 de mayo de 1872), VII marqués de Fuentehoyuelo,[16] X conde de Saalvatierra, GE, VIII marqués de Valero, VIII marqués de San Vicente del Barco, etc.

Rehabilitado 11 de febrero de 1922 por:
- Jaime de Silva y Mitjans (8 de junio de 1893-24 de abril de 1975), VIII marqués de Fuentehoyuelo,[17] XX duque de Lécera,[18] XII duque de Bournonville, X marqués de Rupit, X marqués de las Torres,  X marqués de Vilanant, (por rehabilitación a su favor en 1921), XVIII conde de Salinas, VIII conde de Castelflorit, (rehabilitado a su favor en 1921), y XXII vizconde de Alquerforadat, vizconde de Ebol, gentilhombre grande de España con ejercicio y servidumbre del rey Alfonso XIII.[19] Era sobrino nieto del XIII duque de Híjar.[17][20]

Se casó el 26 de abril de 1919 con María del Rosario Agrela y Bueno, II condesa de Agrela, hija de Mariano Agrela y Moreno, I conde de Agrela y de Leticia Bueno Garzón, también Dama de la Reina Victoria Eugenia de España e íntima amiga y confidente de esta. Le sucedió su hijo:
- Jaime de Silva y Agrela (m. 6 de mayo de 1996), IX marqués de Fuentehoyuelo,[21] XXI duque de Lécera,[18] XIV duque de Bournonville, XI marqués de las Torres, XI marqués de Rupit, IX conde de Castellflorit, conde de Salinas, XVI conde de Vallfogona, IV conde de Agrela, vizconde de Alquerforadat.

Se casó el 21 de julio de 1945 con Ana María de Mora y Aragón, hija de Gonzalo de Mora, IV marqués de Casa Riera y de su esposa María de las Nieves de Aragón y Carrillo de Albornoz,  y hermana de Fabiola de Mora y Aragón, anterior reina consorte de los belgas. Le sucedió su hija a quien cedió el título:
- Ana María de Silva y Mora, XI marquesa de Fuentehoyuelo.[22]

Casada con Jaime Alabart y Fernández Cavada.